# زالدايبار
بلدية زالدايبار (بالإسبانية: Zaldibar)‏ هي بلدية تقع في مقاطعة بيسكاي, التي تقع في منطقة الباسك شمالي إسبانيا.

## أعلام
- روبن بيريز

## وصلات خارجية
- (بالإسبانية)